# Papagei-Zwergbuntbarsch
Der Papagei-Zwergbuntbarsch (Apistogramma ortegai) ist eine kleine Buntbarschart, die im Einzugsgebiet des Río Ampyiacu im peruanischen Amazonasgebiet vorkommt.

## Merkmale

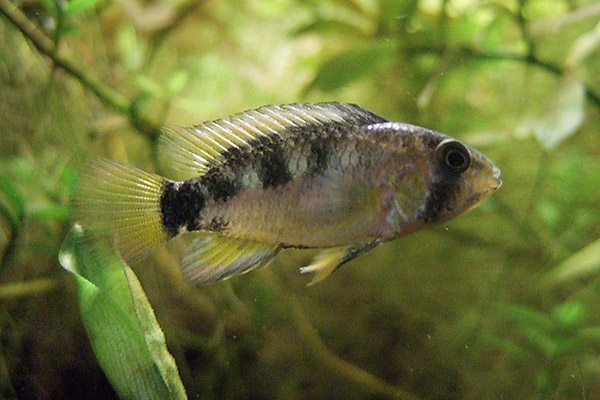
Weibchen

Apistogramma ortegai ist mäßig hochrückig, die Körperhöhe liegt bei einem Drittel der Standardlänge. Wie alle Zwergbuntbarsche hat die Art einen deutlichen Sexualdimorphismus. Männchen sind bläulich mit roten Punkten über den nur schwach ausgeprägten Seitenstreifen und sieben senkrechten Bändern, die hinten meist stärker ausgeprägt sind als vorne. Der siebte und letzte Streifen bildet einen Schwanzfleck. Die Rückenflosse zeigt auffällige rote und himmelblaue vertikale Streifen, die in der Intensität nach hinten zunehmen. Der Rand der Rückenflosse ist dunkelgrau. Die Afterflosse ist gelblich und hellblau gestreift. Ihr Vorderrand ist schwarz. Die Brustflossen sind transparent, die Bauchflossen hellblau, der erste Flossenstrahl und die zugehörige Flossenmembran sind hellgrau. Die Schwanzflosse ist orange und gelb. Die Wangen sind himmelblau mit rötlichen Punkten. Die Lippen sind grau oder hellblau. Weibchen sind gelblich mit zwei bis sechs schwarzen Flecken an der Seitenlinie. Die Rückenflosse ist gelb mit einem dunklen Rand und einer dunklen Basis; der erste und der zweite Flossenstrahl und die zugehörigen Membranen sind schwarz. Die Bauchflossen und die Afterflosse sind gelb mit schwarzen Vorderrändern. Die Schwanzflosse ist gelb, der dunkle Schwanzfleck ist annähernd rechteckig. Brutpflegende Weibchen zeichen einen dunklen Strich auf der Mittellinie des Bauches, der von den Bauchflossen bis zum Anus reicht.
- Flossenformel: Dorsale XV–XVI/6–7, Anale III/6–7.
- Schuppenformel: SL 7–14/3–7

## Lebensraum
Apistogramma ortegai lebt ufernah in kleinen Klarwasserbächen im Einzugsgebiet des Rio Ampyiacu. Der Boden der Bäche ist sandig oder lehmig und mit Falllaub bedeckt. Die Tiefe beträgt maximal 50 cm. An der Typuslokalität hatte das Wasser eine Temperatur von 26 °C einen pH-Wert von 6,0. Im gleichen Lebensraum kommen der Buntbarsche Zweistreifen-Zwergbuntbarsch (A. bitaeniata), Bujurquina peregrinaba, Cichlasoma amazonarum und eine unbestimmte Crenicichla-Art, die Salmler Astyanax bimaculatus, Leporinus sp. aff. friderici, Moenkhausia margitae, Moenkhausia oligolepsis und Pyrrhulina semifasciata, nicht genauer bestimmte Arten aus den Salmlergattungen Acestrocephalus, Characidium und Knodus, der Panzerwels Corydoras fowleri, zwei nicht bestimmte Welsarten aus den Gattungen Ituglanis und Rhamdia, der Messerfisch Sternopygus macrurus und eine unbestimmte Art der Gattung Gymnotus vor.

## Systematik
Die Art wurde 2014 durch den schwedischen Ichthyologen Sven O. Kullander und zwei Kollegen wissenschaftlich beschrieben, nachdem sie schon seit 2002 in der Aquaristik als Apistogramma sp. „Papagei“ bekannt war. Das Artepithetum ortegai ehrt Hernán Ortega Torres, einen peruanischen Ichthyologen, der seit langem die Fischfauna Perus erforscht. Der Papagei-Zwergbuntbarsch gehört zur Artengruppe um den Zebra-Zwergbuntbarsch (Apistogramma regani) und ähnelt in dieser Artengruppe besonders Apistogramma commbrae, A. inconspicua und A. linkei. Von diesen drei Arten kann der Papagei-Zwergbuntbarsch durch das Fehlen senkrechter Streifen auf dem Schwanz unterschieden werden.